# Isli Hidi
Isli Hidi (Tirana, 15 ottobre 1980) è un ex calciatore albanese, di ruolo portiere.

## Carriera

### Club
Il 12 agosto 2016 viene acquistato a titolo definitivo dalla squadra cipriota dell'Olympiakos Nicosia, con cui firma un contratto biennale con scadenza il 30 giugno 2018.

### Nazionale
Ha collezionato 17 presenze con la maglia della nazionale albanese, della quale ha fatto parte dal 2005 fino al 2011.

## Statistiche

### Presenze e reti nei club
Statistiche aggiornate al 28 aprile 2021.
| Stagione                  | Squadra                   | Campionato                | Campionato | Campionato | Coppe nazionali | Coppe nazionali | Coppe nazionali | Coppe continentali | Coppe continentali | Coppe continentali | Altre coppe | Altre coppe | Altre coppe | Totale | Totale   |
| Stagione                  | Squadra                   | Comp                      | Pres       | Reti       | Comp            | Pres            | Reti            | Comp               | Pres               | Reti               | Comp        | Pres        | Reti        | Pres   | Reti     |
| ------------------------- | ------------------------- | ------------------------- | ---------- | ---------- | --------------- | --------------- | --------------- | ------------------ | ------------------ | ------------------ | ----------- | ----------- | ----------- | ------ | -------- |
| 1998-1999                 | Tirana                    | KS                        | 4          | -?         | CA              | 0               | 0               | CU                 | 0                  | 0                  | -           | -           | -           | 4      | -?       |
| 1999-2000                 | Tirana                    | KS                        | 1          | -?         | CA              | 0               | 0               | UCL                | 0                  | 0                  | -           | -           | -           | 1      | -?       |
| 2000-2001                 | Tirana                    | KS                        | 2          | -?         | CA              | 0               | 0               | UCL                | 1                  | -3                 | -           | -           | -           | 3      | -3+      |
| lug.-ago. 2001            | Tirana                    | KS                        | 0          | 0          | CA              | 0               | 0               | UCL                | 0                  | 0                  | SA          | 1           | -2          | 1      | -2       |
| 2001-2002                 | Bylis Ballsh              | KS                        | 24         | -?         | CA              | 0               | 0               | -                  | -                  | -                  | -           | -           | -           | 24     | -?       |
| 2002-2003                 | Tirana                    | KS                        | 21         | -?         | CA              | 0               | 0               | UCL                | 0                  | 0                  | SA          | 1           | 0           | 22     | -?       |
| 2003-2004                 | Tirana                    | KS                        | 20         | -?         | CA              | 0               | 0               | UCL                | 0                  | 0                  | SA          | 1           | 0           | 21     | -?       |
| 2004-2005                 | Tirana                    | KS                        | 28         | -?         | CA              | 0               | 0               | UCL                | 4                  | -4                 | SA          | 1           | -2          | 33     | -6+      |
| 2005-2006                 | Tirana                    | KS                        | 20         | -?         | CA              | 0               | 0               | UCL                | 4                  | -6                 | SA          | 1           | 0           | 25     | -6+      |
| 2006-2007                 | Tirana                    | KS                        | 21         | -?         | CA              | 0               | 0               | CU                 | 4                  | -6+                | -           | -           | -           | 25     | -6+      |
| lug.-ago. 2007            | Tirana                    | KS                        | 0          | 0          | CA              | 0               | 0               | UCL                | 2                  | -3                 | SA          | 1           | -2          | 3      | -5       |
| Totale Tirana             | Totale Tirana             | Totale Tirana             | 117        | -?         |                 | 0               | 0               |                    | 15                 | -22+               |             | 6           | -6          | 138    | -28+     |
| 2007-2008                 | Kryvbas                   | VL                        | 18         | -22        | CU              | 0               | 0               | -                  | -                  | -                  | -           | -           | -           | 18     | -22      |
| 2008-gen. 2009            | Alkī Larnaca              | AK                        | 12         | -14        | CC              | 0               | 0               | -                  | -                  | -                  | -           | -           | -           | 12     | -14      |
| gen.-giu. 2009            | Kryvbas                   | PL                        | 12         | -15        | CU              | 0               | 0               | -                  | -                  | -                  | -           | -           | -           | 12     | -15      |
| 2009-2010                 | Kryvbas                   | PL                        | 9          | -17        | CU              | 0               | 0               | -                  | -                  | -                  | -           | -           | -           | 9      | -17      |
| Totale Kryvbas            | Totale Kryvbas            | Totale Kryvbas            | 39         | -54        |                 | 0               | 0               |                    | -                  | -                  |             | -           | -           | 39     | -54      |
| 2010-gen. 2011            | Dinamo Tirana             | KS                        | 8          | -7+        | CA              | 2               | -?              | UCL                | 2                  | -3                 | SA          | 1           | -3          | 13     | -13+     |
| gen.-giu. 2011            | Olympiakos Nicosia        | AK                        | 7          | -10        | CC              | 0               | 0               | -                  | -                  | -                  | -           | -           | -           | 7      | -10      |
| 2011-2012                 | AEL Limassol              | AK                        | 1          | -1         | CC              | 0               | 0               | -                  | -                  | -                  | -           | -           | -           | 1      | -1       |
| 2012-2013                 | AEL Limassol              | AK                        | 6          | -4         | CC              | 1               | 0               | UCL+UEL            | 0+0                | 0                  | SC          | 0           | 0           | 7      | -4       |
| Totale AEL Limassol       | Totale AEL Limassol       | Totale AEL Limassol       | 7          | -5         |                 | 1               | 0               |                    | 0                  | 0                  |             | 0           | 0           | 8      | -5       |
| 2013-2014                 | Apollōn Limassol          | AK                        | 0          | 0          | CC              | 0               | 0               | UEL                | 2                  | -4                 | -           | -           | -           | 2      | -4       |
| 2014-2015                 | Apollōn Limassol          | AK                        | 1          | -1         | CC              | 0               | 0               | UEL                | 1                  | -2                 | -           | -           | -           | 2      | -3       |
| 2015-2016                 | Apollōn Limassol          | AK                        | 0          | 0          | CC              | 0               | 0               | UEL                | 0                  | 0                  | -           | -           | -           | 0      | 0        |
| Totale Apollōn Limassol   | Totale Apollōn Limassol   | Totale Apollōn Limassol   | 1          | -1         |                 | 0               | 0               |                    | 3                  | -6                 |             | -           | -           | 4      | -7       |
| 2016-2017                 | Olympiakos Nicosia        | BK                        | 25         | -?         | CC              | 0               | 0               | -                  | -                  | -                  | -           | -           | -           | 25     | -?       |
| 2017-2018                 | Olympiakos Nicosia        | AK                        | 30         | -62        | CC              | 1               | 0               | -                  | -                  | -                  | -           | -           | -           | 31     | -62      |
| Totale Olympiakos Nicosia | Totale Olympiakos Nicosia | Totale Olympiakos Nicosia | 62         | -72+       |                 | 1               | 0               |                    | -                  | -                  |             | -           | -           | 63     | -72+     |
| 2018-2019                 | Teuta                     | KS                        | 33         | -32        | CA              | 2               | -3              | -                  | -                  | -                  | -           | -           | -           | 35     | -35      |
| lug.-ago. 2019            | Teuta                     | KS                        | 0          | 0          | CA              | 0               | 0               | UEL                | 2                  | -3                 | -           | -           | -           | 2      | -3       |
| Totale Teuta              | Totale Teuta              | Totale Teuta              | 33         | -32        |                 | 2               | -3              |                    | 2                  | -3                 |             | -           | -           | 37     | -38      |
| 2019-2020                 | Bylis Ballsh              | KS                        | 33         | -34; 7     | CA              | 2               | -3; 1           | -                  | -                  | -                  | -           | -           | -           | 35     | -37; 8   |
| 2020-2021                 | Kastrioti                 | KS                        | 30         | -36        | CA              | 0               | 0               | -                  | -                  | -                  | -           | -           | -           | 30     | -36      |
| Totale carriera           | Totale carriera           | Totale carriera           | 366        | -255+; 7   |                 | 8               | -6+; 1          |                    | 22                 | -34+               |             | 7           | -9          | 403    | -304+; 8 |

### Cronologia presenze e reti in nazionale
| Cronologia completa delle presenze e delle reti in nazionale ― Albania | Cronologia completa delle presenze e delle reti in nazionale ― Albania | Cronologia completa delle presenze e delle reti in nazionale ― Albania | Cronologia completa delle presenze e delle reti in nazionale ― Albania | Cronologia completa delle presenze e delle reti in nazionale ― Albania | Cronologia completa delle presenze e delle reti in nazionale ― Albania | Cronologia completa delle presenze e delle reti in nazionale ― Albania | Cronologia completa delle presenze e delle reti in nazionale ― Albania |
| Data                                                                   | Città                                                                  | In casa                                                                | Risultato                                                              | Ospiti                                                                 | Competizione                                                           | Reti                                                                   | Note                                                                   |
| ---------------------------------------------------------------------- | ---------------------------------------------------------------------- | ---------------------------------------------------------------------- | ---------------------------------------------------------------------- | ---------------------------------------------------------------------- | ---------------------------------------------------------------------- | ---------------------------------------------------------------------- | ---------------------------------------------------------------------- |
| 29-5-2005                                                              | Stettino                                                               | Polonia                                                                | 1 – 0                                                                  | Albania                                                                | Amichevole                                                             | -1                                                                     |                                                                        |
| 17-8-2005                                                              | Tirana                                                                 | Albania                                                                | 2 – 1                                                                  | Azerbaigian                                                            | Amichevole                                                             | -1                                                                     |                                                                        |
| 16-8-2006                                                              | Serravalle                                                             | San Marino                                                             | 0 – 3                                                                  | Albania                                                                | Amichevole                                                             | -                                                                      | 46’                                                                    |
| 22-8-2007                                                              | Tirana                                                                 | Albania                                                                | 3 – 0                                                                  | Malta                                                                  | Amichevole                                                             | -                                                                      | 46’                                                                    |
| 27-5-2008                                                              | Reutlingen                                                             | Albania                                                                | 0 – 1                                                                  | Polonia                                                                | Amichevole                                                             | -1                                                                     |                                                                        |
| 19-11-2008                                                             | Baku                                                                   | Azerbaigian                                                            | 1 – 1                                                                  | Albania                                                                | Amichevole                                                             | -1                                                                     |                                                                        |
| 11-2-2009                                                              | Attard                                                                 | Malta                                                                  | 0 – 0                                                                  | Albania                                                                | Qual. Mondiali 2010                                                    | -                                                                      |                                                                        |
| 28-3-2009                                                              | Tirana                                                                 | Albania                                                                | 0 – 1                                                                  | Ungheria                                                               | Qual. Mondiali 2010                                                    | -1                                                                     |                                                                        |
| 1-4-2009                                                               | Copenaghen                                                             | Danimarca                                                              | 3 – 0                                                                  | Albania                                                                | Qual. Mondiali 2010                                                    | -3                                                                     |                                                                        |
| 6-6-2009                                                               | Tirana                                                                 | Albania                                                                | 1 – 2                                                                  | Portogallo                                                             | Qual. Mondiali 2010                                                    | -2                                                                     | 75’                                                                    |
| 14-11-2009                                                             | Tallinn                                                                | Estonia                                                                | 0 – 0                                                                  | Albania                                                                | Amichevole                                                             | -                                                                      |                                                                        |
| 3-3-2010                                                               | Tirana                                                                 | Albania                                                                | 1 – 0                                                                  | Irlanda del Nord                                                       | Amichevole                                                             | -                                                                      |                                                                        |
| 25-5-2010                                                              | Podgorica                                                              | Montenegro                                                             | 0 – 1                                                                  | Albania                                                                | Amichevole                                                             | -                                                                      |                                                                        |
| 2-6-2010                                                               | Tirana                                                                 | Albania                                                                | 1 – 0                                                                  | Andorra                                                                | Amichevole                                                             | -                                                                      | 90’                                                                    |
| 20-6-2011                                                              | Buenos Aires                                                           | Argentina                                                              | 4 – 0                                                                  | Albania                                                                | Amichevole                                                             | -2                                                                     | 73’                                                                    |
| 11-11-2011                                                             | Tirana                                                                 | Albania                                                                | 0 – 1                                                                  | Azerbaigian                                                            | Amichevole                                                             | -1                                                                     |                                                                        |
| 15-11-2011                                                             | Prilep                                                                 | Macedonia                                                              | 0 – 0                                                                  | Albania                                                                | Amichevole                                                             | -                                                                      |                                                                        |
| Totale                                                                 |                                                                        | Presenze                                                               | 17                                                                     |                                                                        | Reti                                                                   | -13                                                                    |                                                                        |

## Palmarès

### Club

#### Competizioni nazionali
- Campionato albanese: 6

Tirana: 1998-1999, 1999-2000, 2002-2003, 2003-2004, 2004-2005, 2006-2007
- Coppa d'Albania: 3

Tirana: 1998-1999, 2000-2001, 2005-2006
- Supercoppa d'Albania: 6

Tirana: 2000, 2002, 2003, 2005, 2006, 2007
- Campionato cipriota: 1

AEL Limassol: 2011-2012